# Tatra 75
La Tatra 75 est une voiture introduite en 1933 par Tatra en remplacement de la Tatra 54.
Le moteur, monté à l'avant et refroidi par air, avait une puissance annoncée de seulement 30 ch (22 kW). L'attention a plutôt été portée sur la  réduction de poids, avec un métal léger utilisé pour les moulages de culasse. En commun avec d'autres Tatra de ce temps, la 75 livre sa puissance aux roues arrière, grâce à une boîte de vitesses à quatre rapports.
La voiture a été conçue à 4 et 6 places, cette dernière utilisant un empattement allongé. Au cours de son cycle de production de neuf ans, 4501 Tatra 75 ont été produites.
Le châssis Tatra 75 a été associé en 1937 à une carrosserie française par le constructeur Lorraine-Dietrich. Destinée à un usage militaire comme voiture de liaison, la Lorraine 75 pèse 1,02 t et atteint 83 km/h avec un moteur de 30 ch. Elle est admise en août 1939 à la production en série mais les capacités industrielles de Lorraine ne permettent pas la production de ce nouveau modèle.
Après la guerre, en 1947, le modèle a été remplacé par la Tatra 600 " Tatraplan ".